# Jana Adámková

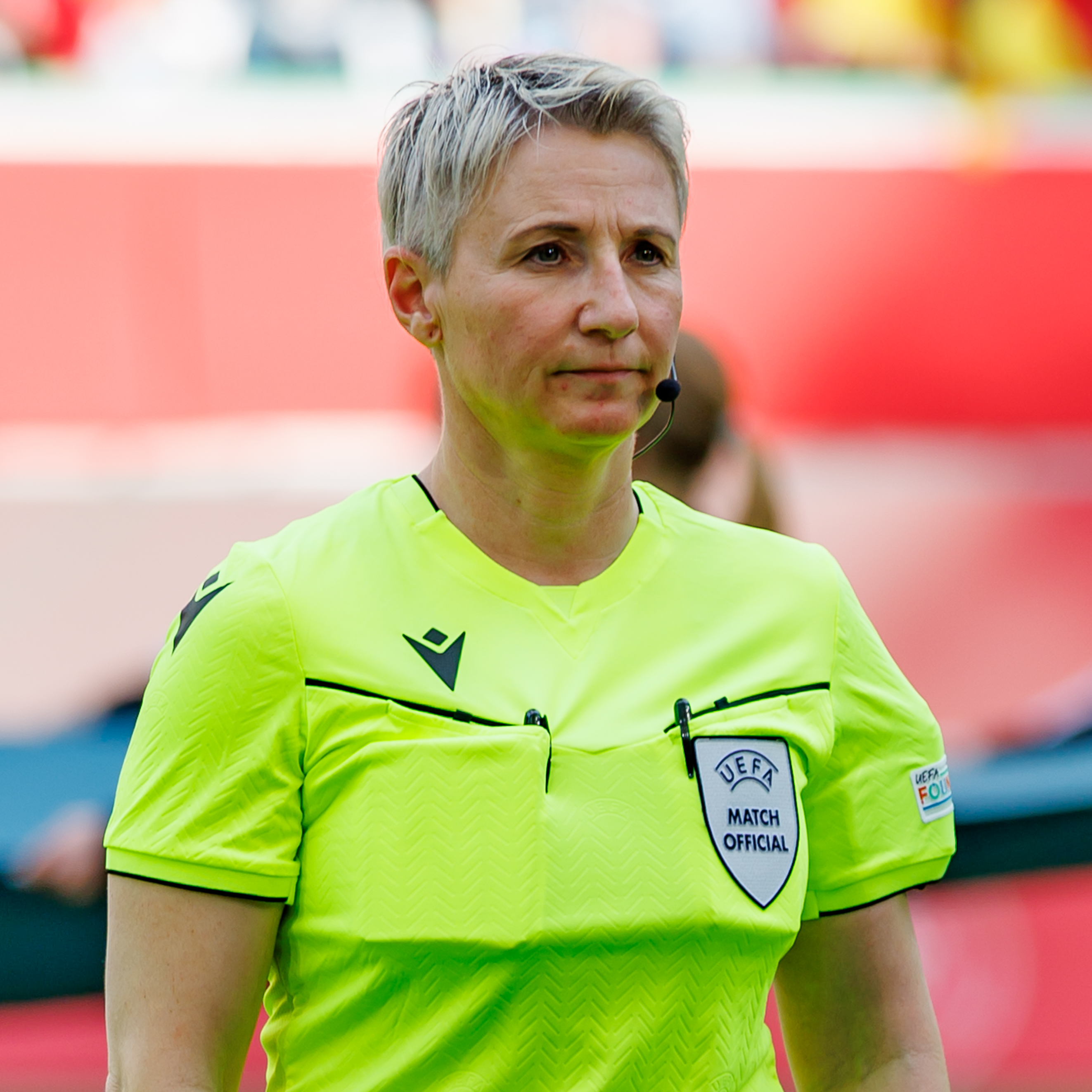
Jana Adámková (2025)

Jana Adámková (* 27. Januar 1978 in Brno) ist eine tschechische Fußballnationalspielerin und Fußballschiedsrichterin.

## Leben und Karriere
Adámková bestritt im Zeitraum 2000/2001 für die tschechische Auswahl sechs Länderspiele (mit einer Gesamteinsatzspielzeit von 186 Minuten). Dabei gelang ihr ein Treffer.
Nach ihrem Karriereende als aktive Fußballerin wurde Adámková zunächst seit 2007 als Schiedsrichterassistentin im tschechischen Männerfußball eingesetzt und zugleich als Hauptschiedsrichterin im internationalen Frauenfußball. Seit 2009 kam sie auch im tschechischen Herrenbereich zu Einsätzen als Hauptschiedsrichterin, zunächst in der zweiten tschechischen Fußballliga, bevor sie im November 2018 ihr Debüt in der Fortuna Liga, der höchsten tschechischen Spielklasse gab.
Bei der Fußball-Europameisterschaft der Frauen 2017 in den Niederlanden leitete sie insgesamt drei Spiele der Gruppenphase.
Am 24. Mai 2018 leitete Adámková gemeinsam mit Sian Massey-Ellis und Sanja Rođak-Karšić das Finale der Women’s Champions League 2017/18 zwischen dem VfL Wolfsburg und Olympique Lyon (1:4 n. V.).
Am 3. Dezember 2018 wurde sie für die Fußball-Weltmeisterschaft der Frauen 2019 nominiert und kam dort bei einem Gruppenspiel zum Einsatz.

## Besondere Einsätze

### Fußball-Europameisterschaft der Frauen 2017
| Phase        | Datum         | Spielort  | Heimmannschaft | Gastmannschaft | Ergebnis  |
| ------------ | ------------- | --------- | -------------- | -------------- | --------- |
| Gruppenphase | 17. Juli 2017 | Rotterdam | Italien        | Russland       | 1:2 (0:2) |
| Gruppenphase | 22. Juli 2017 | Utrecht   | Frankreich     | Österreich     | 1:1 (0:1) |
| Gruppenphase | 27. Juli 2017 | Deventer  | Schottland     | Spanien        | 1:0 (1:0) |

### UEFA-Women’s-Champions-League-Finale 2017/18
| Phase  | Datum        | Spielort | Heimmannschaft | Gastmannschaft | Ergebnis             |
| ------ | ------------ | -------- | -------------- | -------------- | -------------------- |
| Finale | 24. Mai 2018 | Kiew     | VfL Wolfsburg  | Olympique Lyon | 1:4 n. V. (0:0, 0:0) |

### Fußball-Weltmeisterschaft der Frauen 2019
| Phase        | Datum        | Spielort | Heimmannschaft | Gastmannschaft | Ergebnis  |
| ------------ | ------------ | -------- | -------------- | -------------- | --------- |
| Gruppenphase | 9. Juni 2019 | Nizza    | England        | Schottland     | 2:1 (2:0) |

### Fußball-Europameisterschaft der Frauen 2022
| Phase        | Datum         | Spielort  | Heimmannschaft | Gastmannschaft | Ergebnis  |
| ------------ | ------------- | --------- | -------------- | -------------- | --------- |
| Gruppenphase | 9. Juli 2022  | Leigh     | Portugal       | Schweiz        | 2:2 (0:2) |
| Gruppenphase | 18. Juli 2022 | Rotherham | Island         | Frankreich     | 1:1 (0:1) |